# Miske
Miske é um município da Hungria, situado no condado de Bács-Kiskun. Tem 42,27 km² de área e sua população em 2015 foi estimada em 1.589 habitantes.